# 장미여관 (영화)
"장미여관"은 1991년에 개봉한 대한민국의 영화인데 마광수 전 연세대 교수가 직접 자신의 원작(가자 장미여관으로)을 감독하다가 제작사와의 의견 충돌 때문에 도중하차하여 법정시비까지 벌였으며   서영수 감독으로 영화 연출자가 바뀐 한편  제목이 변경된 끝에 완성됐는데 개봉 첫 날(91년 1월 12일) 겨우 1천명 남짓 밖에 관객이 안 들었고 그 이후 거의 매회마다 극장이 텅 비다시피하여 흥행 실패했다.

## 줄거리
젊은 회의론자인 시인은 어느 여름날 텅빈 도심에서 권태를 느끼고 자살을 결심한다. 도심에서 떨어진 야산을 찾아간 그는 자신처럼 버려진 여인을 발견한다. 시인은 의식불명의 그녀에게 매혹되어 숲속의 정사를 벌이고 그녀를 아파트로 데려온다. 시간이 갈수록 그녀에게 빠져든 시인은 그녀를 소재로 성과 성의 자유에 대한 시를 짓는다. '그녀는 장미여왕. 나는 그녀에게 정열과 사랑을 바치는 시인. 그녀는 아무 것도 가릴 것 없고 거칠 것 없는 죄도 없고 질투도 없는 멀고먼 장미의 나라에서 왔다. 장미의 나라는 아름다운 여왕이 모든 것을 다스리는데 그녀가 공주를 낳으면서부터 죄가 생겼다. 여왕의 남편들은 서로가 서로를 죽였고 마침내 여왕도 살해되고 폭군은 아름다운 공주를 아내로 취한다. '시인은 그 공주와 상상으로나 가능한 성의 환타지를 이루며 행복한 나날을 보내는데 어느날 깨어보니 여자도, 옷도, 원고도 그에게 남은 것은 아무것도 없었다.

## 캐스팅
- 설도윤 - 청년 역
- 김혜란 - 여자 역
- 이동준 - 남자 역
- 김경진 - 미녀 역
- 임창정 - 녀석 역
- 이성미 - 누나 역
- 주호성 - 구멍가게주인 역
- 조주미 - 구멍가게주인 부인 역
- 신영진 - 누나친구 역
- 송금식 - 누나애인 역
- 김기종 - 주례 역
- 박영노 - 사회 역
- 임해림 - 남자 부 역
- 석인수 - 남자 모 역
- 양택조 - 여자 부 역
- 염혜숙 - 여자 모 역
- 한명환 - 친척 역
- 한태일 - 거리사람 역
- 강희 - 거리사람 역
- 서영석 - 전자상가사람 역
- 정영국 - 전자상가사람 역
- 유경애 - 전자상가사람 역
- 남정희 - 전자상가사람 역
- 박용팔 - 전자상가사람 역
- 박신영 - 전자상가사람 역
- 선우일란 - 약혼녀 역 (특별출연)